# آلبرت بنت (بازیکن فوتبال)
آلبرت بنت (انگلیسی: Albert Bennett; ۱۶ ژوئیهٔ ۱۹۴۴ – ۲۱ دسامبر ۲۰۱۶) بازیکن فوتبال اهل بریتانیا بود.
از باشگاه‌هایی که در آن بازی کرده‌است می‌توان به باشگاه فوتبال نیوکاسل یونایتد، باشگاه فوتبال نوریچ سیتی، و باشگاه فوتبال روترهام یونایتد اشاره کرد.
وی همچنین در تیم ملی فوتبال زیر ۲۱ سال انگلستان بازی کرده‌است.